# Oki-No-Erabu jezik
Oki-No-Erabu jezik (ISO 639-3: okn), jedan od rjukjuanskih jezika koji pripada južnoj amami-okinawa podskupini, japanska porodica jezika. Govori ga 3 200 ljudi (2004) na središnjem dijelu sjeverne Okinawe i otoku Oki-no-erabu. Mlađe generacije služe se uglavnom japanskim. Postoji istočni i zapadni dijalekt.

## Vanjske poveznice
- Ethnologue (14th)
- Ethnologue (15h)